# Avalau
Avalau là một hòn đảo nhỏ trong đảo san hô Funafuti, Tuvalu. Charles Hadley đã mô tả đảo Avalau vào năm 1896 "Hòn đảo này được cho là có nước ngọt".